# Zuma (film)
Zuma è un cortometraggio muto italiano del 1913, diretto da Baldassarre Negroni.